# 社腳
社腳，是臺灣臺中市大肚區的一個傳統地域名稱，位於該區南部。相較於今日行政區，其範圍大致包括社腳里、福山里不含東北部、營埔里不含西南部及東南端。

## 歷史
台灣清治末期，社腳地區為一街庄，稱為「社腳庄」，隸屬於大肚下堡。該庄西南、西及北與大肚庄為鄰，東及東南與王田庄為鄰，南邊一小段隔大肚溪與阿夷庄為界。
1901年（日明治三十四年）11月，全台廢縣廳改設二十廳，該庄隸屬於臺中廳。1903年（明治三十六年）6月，該庄編入「大肚區」，仍隸屬於臺中廳。1909年（明治四十二年）10月，全台二十廳合併為十二廳，大肚區隸屬不變。1920年（大正九年），全台地方制度大改正，該庄改制為「社腳」大字，隸屬於臺中州大甲郡大肚庄，大字下有「社腳」、「山仔頂」小字名。
戰後大肚庄改制為大肚鄉，隸屬於臺中縣，大字亦改制為村。1950年10月，中、彰、投分治，大肚鄉隸屬不變。2010年12月，隨著臺中縣、市合併為直轄臺中市，大肚鄉改制為大肚區，村亦改制為里。

## 聚落
本地區發展較早的聚落有社腳、山仔腳、營盤埔（營埔）、渡船頭等，在日治期初期的官方地圖上已有記載。此外，本地區尚有山子頂、船仔頭、田中央、明正社區等聚落。

## 交通
台鐵海線大致以西北—東南走向轉西北西－東南東走向經過社腳地區中部。境內未設站，北側最近的是大肚車站，屬三等站，停靠少數莒光號、復興號列車及全部區間車、區間快車；南側最近的是追分車站，亦屬三等站，但僅停靠區間車。由此可前往台鐵沿線各站。
省道台1線（沙田路三段、自由路、沙田路二段）又稱「縱貫公路」，是台北至屏東楓港的台灣西部傳統平面幹道，大致以北北西—南南東走向轉西北—東南走向蜿蜒經過本地區中部，並位於鐵路東北側。由該道路向北北西可前往大肚市區、龍井、梧棲、清水等地，向東南轉南可前往彰化、花壇、大村、員林等地。

## 學校
- 大忠國小
- 追分國小